# Hilda Cameron
Hilda Cameron (Canadá, 14 de agosto de 1912-24 de abril de 2001) fue una atleta canadiense, especialista en la prueba de 4 × 100 m en la que llegó a ser medallista de bronce olímpica en 1936.

## Carrera deportiva
En los JJ. OO. de Berlín 1936 ganó la medalla de bronce en los relevos de 4 x 100 metros, con un tiempo de 47.8 segundos, llegando a la meta tras Estados Unidos (oro con 46.9 segundos) y Reino Unido (plata), siendo sus compañeras de equipo: Mildred Dolson, Dorothy Brookshaw y Aileen Meagher.